# Geoesquema de las Naciones Unidas para Europa
La siguiente es una lista alfabética de subregiones en el geosquema de las Naciones Unidas para Europa. El esquema subdivide el continente en Europa Oriental, Europa Septentrional, Europa Meridional y Europa Occidental. La UNSD señala que "la asignación de países o áreas a agrupaciones específicas es para conveniencia estadística y no implica ningún supuesto con respecto a la afiliación política o de otro tipo de países o territorios".

Las subregiones de Europa en el geosquema de las Naciones Unidas (Kazajistán y Turquía se agrupan en Asia Central y Asia Occidental, respectivamente).
Europa Meridional
Europa Occidental
Europa Oriental
Europa Septentrional

## Europa Meridional
- Albania
- Andorra
- Bosnia y Herzegovina
- Ciudad del Vaticano
- Croacia
- Eslovenia
- España
- Grecia
- Italia
- Malta
- Montenegro
- Portugal
- Macedonia del Norte
- San Marino
- Serbia

## Europa Occidental
| - Alemania - Austria - Bélgica | - Francia - Liechtenstein - Luxemburgo | - Mónaco - Países Bajos - Suiza |

## Europa Oriental
| - Bielorrusia - Bulgaria - Eslovaquia - Hungría | - Moldavia - Polonia - República Checa - Rumania | - Rusia - Ucrania |

## Europa Septentrional
| - Åland - Dinamarca - Estonia - Finlandia | - Guernsey - Irlanda - Isla de Man - Islandia | - Islas Feroe - Jersey - Letonia - Lituania | - Noruega - Reino Unido - Sark - Suecia - Svalbard |